# Friedrich August Ukert
Friedrich August Ukert (28. oktober 1780 i Eutin – 18. maj 1851) var en tysk historiker.
Ukert virkede som bibliotekar i Gotha. Hans hovedværk er Geographie der Griechen und Römer (3 bind, 1816—46). Sammen med Heeren udgav han Geschichte der europäischen Staaten, sammen med Friedrich Jacobs Beiträge zur ältern Litteratur oder Merkwürdigkeiten der herzöglichen Bibliothek zu Gotha.